# Березинский сельсовет (Витебская область)
Березинский сельсовет — административная единица на территории Докшицкого района Витебской области Белоруссии. Административный центр — деревня Березино.

## Состав
Березинский сельсовет включает 33 населённых пункта:
- Бедино — деревня.
- Березино — деревня.
- Береспонье — деревня.
- Беседа — деревня.
- Варлань — деревня.
- Вольберовичи — деревня.
- Глинное — деревня.
- Заголовье — деревня.
- Зальховье — деревня.
- Замосточье — деревня.
- Замошье — деревня.
- Заречицк — деревня.
- Кадлубище — деревня.
- Каптюги — деревня.
- Ковли — деревня.
- Липники — деревня.
- Липск — деревня.
- Нововольберовичи — деревня.
- Осетище — деревня.
- Отрубок — деревня.
- Пустоселье — деревня.
- Слобода — деревня.
- Слобода-1 — деревня.
- Туровщина — деревня.
- Углы — деревня.
- Угольцы — деревня.
- Улесье — деревня.
- Федорки — деревня.
- Хмелевщина — деревня.
- Черница-1 — деревня.
- Черница-2 — деревня.
- Шалогиры — деревня.
- Шнитки — деревня.